# La Rasante
Maillots
La Rasante est un club de hockey sur gazon qui se situe au Stade Fallon sur la commune de Woluwe-Saint-Lambert à Bruxelles. La Rasante est le troisième club le plus titré de Belgique avec un total de 16 (voir Championnat de Belgique de hockey sur gazon).
Ses équipes premières messieurs et dames évoluent en première division nationale(en dessous de division d'honneur).
Le club bénéficie de deux terrains synthétiques mouillés de dernière génération.

## Historique
A l’origine de La Rasante, on trouve un club de tennis sur gazon, le « Rasante Lawn Tennis Club », fondé en 1902 à proximité du Bois de la Cambre. Fort de son succès grandissant, le club se dote d’un terrain de hockey en 1922, puis déménage l’année suivante à Woluwé-Saint-Lambert, à la rue Sombre, sur le terrain d’une ancienne ferme rachetée par un restaurateur bruxellois, Paul Frison.
L'effectif de la première équipe de hockey alignée par le club est formé en grande partie d'anciens joueurs du "Ling Universitas", cercle sportif universitaire né dans la foulée du tournoi organisé lors de l'Exposition Universelle de Bruxelles, en 1910. Après la parenthèse du premier conflit mondial, le Ling, mené par Marcel Campion, avait tenté sans succès de trouver un endroit fixe où s'établir; de guerre lasse, les joueurs décident en 1922 de liquider leur club pour s'affilier en bloc à La Rasante.
Dès sa première année de participation au championnat de Belgique, lors de la saison 1923-24, l'équipe est sacrée championne de 2e division. En 1926, cette même équipe remporte pour la première fois le championnat de Belgique de première division. L'équipe féminine l'imite deux ans plus tard, et est sacrée quatre fois en l'espace de cinq ans (1928 - 1929 - 1931 - 1932). Toujours sous la houlette de son capitaine Marcel Campion, La Rasante "messieurs" remporte quant à elle trois titres consécutifs (1929-31). Le club s'installe durablement au sommet du hockey belge.
Les Rasantais célèbrent une seconde salve de titres à l'approche de la deuxième guerre mondiale, puis pendant l'occupation allemandeː une série impressionnante de cinq sacres consécutifs pour l'équipe féminine (1938-1942), cinq écussons nationaux pour l'équipe masculine de 1937 à 1945. Les deux équipes font même le doublé en 1938, 1940 et 1945. Deux joueurs de La Rasante, Richard Lipper et Gaston Van Buylaere, sont tués pendant le conflit; après la guerre, deux coupes portant leurs noms respectifs seront créées par le club et décernées pendant plusieurs années.
Les années 50 représentent une troisième période faste pour les pensionnaires de la rue Sombre. L'équipe hommes, où militent les frères Enderlé, les frères Carbonnelle, ou encore Paul Fayat, est à la lutte avec le Léopold, son principal rival de l'époque, et le duel tourne à l'avantage des vert et blanc de 1952 à 1957 avec une nouvelle série de titres consécutifs. Mais pendant les deux décennies suivantes, marquées par la domination du Léopold, puis d'Uccle Sport, le club woluwéen rentre quelque peu dans le rang.
C'est à partir du milieu des années 80, période qui coïncide avec l'arrivée à la présidence de Max Kahn, que La Rasante connaît ses dernières heures de gloire. L'équipe hommes se mêle à nouveau à la lutte pour le titre, qu'elle remporte en 1986; son homologue féminine l'imite les deux années suivantes. En 1990, c'est l'apothéoseː les deux équipes, masculine et féminine, réalisent toutes deux le doublé coupe-championnat. La domination du club est totale. De l'avis de certains observateurs de l'époque, l'équipe première, entraînée par Patrick Gillard et composée de joueurs comme Yves Henet, Luc Melotte,Tom François, Pierre-Yves Puissant, Marc Golstein ou Alex Gucassoff, pratique alors le meilleur hockey jamais vu en Belgique.
Cependant, lors de la saison 1990-1991, à l'issue de laquelle l'équipe masculine remporte la coupe de Belgique et termine à la cinquième place de la Coupe d'Europe, tandis que son homologue féminine remporte le championnat, des dissensions se font jour entre les joueurs de l'équipe et le président Kahn. L'ensemble de l'équipe première masculine décide alors de quitter son club d'origine (la plupart des joueurs rejoignant le Racing), fait unique dans les annales du hockey belge. Le club ainsi décapité choisit de ne pas déclarer forfait, mais est rétrogradé à l'issue de la saison, n'ayant pris qu'un point sur 18 avec les moyens du bord. L'équipe féminine, quant à elle, continue à aligner les bons résultats, avec une équipe aguerrie qui comporte notamment les sœurs Caesens et la néerlandaise Margriet Benedict. Les Rasantaises remportent trois coupes de Belgique en quatre ans, puis, en 1997, après avoir pris la deuxième place en Coupe des Coupes B européenne, elles décident d'imiter l'équipe masculineː elles quittent en bloc le club pour rejoindre d'autres formations.
Cette même année, le club de hockey se sépare du club de tennis et se constitue en ASBL sous la conduite de Philippe De Scheemaekere. Deux ans plus tard, la section hockey déménage au Stade Fallon, toujours à Woluwé-Saint-Lambert. Quant à l’ancien site, il est repris par la société Aspria qui y exploite depuis lors un club de sport et de fitness rebaptisé « Aspria Club Royal La Rasante ». L'école des jeunes, sous la houlette de Jacques Saint-Remi, remporte un stick d'or pour la meilleure école de jeunes en 2000. L'équipe féminine réalise un dernier fait d'armes marquant en 2002-2003 en remportant la douzième coupe de Belgique de son histoire, avec en vedette la jeune Anne-Sophie de Scheemaekere, récompensée par un stick d'or avant une interruption de carrière prématurée.  Dans les années qui suivent, le club est présidé successivement par Jacques Saint-Remi (2004-2005), Jean Gabriel (2005-2010) et Olivier Dautrebande. Les équipes premières effectuent depuis lors des aller-retours entre la division 2 et la division 1, antichambre de l'actuelle Division d'Honneur.
En 2017, les installations de La Rasante au stade Fallon, modifiées pour l'occasion pour accueillir 3000 spectateurs, accueillent l'une des demi-finales féminines de la World League.

## Anciens joueurs
- Charly Bouvy
- Corneille Wellens (capitaine de l'équipe belge 1934-1935)
- Piet Briels
- Marcel Campion
- André Carbonnelle
- Eddy Carbonnelle
- Jean Cayron
- Daniel Curtis
- Guy Debbaut
- Luc Decrop
- Alain Defosse
- Guy Demeffe
- Xavier de Scheemaekere
- Jean-Pierre Dubois
- Jacques Enderlé
- Jean Enderlé
- Paul Fayat
- Harry Foster
- Olivier Fouarge
- Georges François
- Yvan Freedman
- Daniel Frère
- Marcel François
- Tom François
- Pierre Goffart
- Marc Golstein
- Alex Gucassoff
- Gus Hansen
- Jean Henckens
- Denis Henet
- Yves Henet
- Pierre Henry
- Guy Huygens
- Robert Jamar
- Pierre Jourdain
- Jacques Kielbaey
- Khalil Lahda
- Charles Lefevre
- Richard Lipper
- Jean-Louis Maroye (stick d'or 1976, alors à Uccle Sport)
- Luc Melotte (stick d'or 1983)
- Yves Moreau
- Olivier Nonnon
- Marc Outtelet
- Etienne Picard
- Pierre-Yves Puissant
- Georges Raskin
- Jean-Pierre Rensburg
- Serge Robert
- Philippe Schuermans (stick d'or 1990)
- Denis Thibaut de Maisières
- Gaston Van Buylaere
- Bernard Van Strydonck
- Philippe Van Strydonck (stick d'or 1977)
- Yves Van Strydonck
- Thierry Verhulst
- Charles Vermeulen
- Yves Wannyn
- Georges Youssure

## Anciennes joueuses
- Blanca Bacaicoa
- Céline Balon-Perin
- Camilla Bursi
- Margriete Benedict
- Carolyn Brown
- Anne-Michèle Caesens
- Marie-Pascale Caesens (stick d'or 1989)
- Ariane Claeyssens
- Dominique Derycke
- Anne-Sophie de Scheemaekere (stick d'or 2003)
- Ariane Dewindt
- Frédérique Ducamp
- Florence Gram
- Bénédicte Hendrick
- Michèle Kahn (stick d'or 1964)
- Naznin Ladha
- Elisabeth Lorge
- Kerry Mercer
- Iris Merveille
- Brigitte Motte
- Anne-Marie Natan
- Brigitte Tixhon
- Pascale Van Dosselaer